# Жёлтый мангуст
Жёлтый мангуст, или лисицевидный мангуст (лат. Cynictis penicillata) — вид из семейства мангустовых. Своим названием обязан жёлто-рыжей окраске шерсти и в некоторых языках называется лисий мангуст. Является одним из наиболее распространённых видов Африки и живёт зачастую в обществе сурикатов.

## Признаки
Окраска шерсти у жёлтого мангуста отличается в разных частях ареала. У южных подвидов красновато-жёлтая шерсть, у северных жёлто-серая. У некоторых зверей имеет место сезонная смена шерсти: летом она красноватая, зимой более бледная. Нижняя сторона тела и кончик хвоста окрашены в белый цвет. Короткие и округлённые уши и пушистый хвост усиливают впечатление сходства с лисицей. Размер тела составляет от 27 до 38 см, длина хвоста от 18 до 28 см. Масса взрослых особей колеблется от 440 до 800 грамм, в некоторых исключительных случаях доходит даже до 1 кг.

## Распространение
Жёлтый мангуст встречается в южной части Африки, в том числе в ЮАР, Намибии, Ботсване, Зимбабве и южной Анголе. Его предпочитаемой сферой обитания являются саванны и полупустыни.

## Поведение

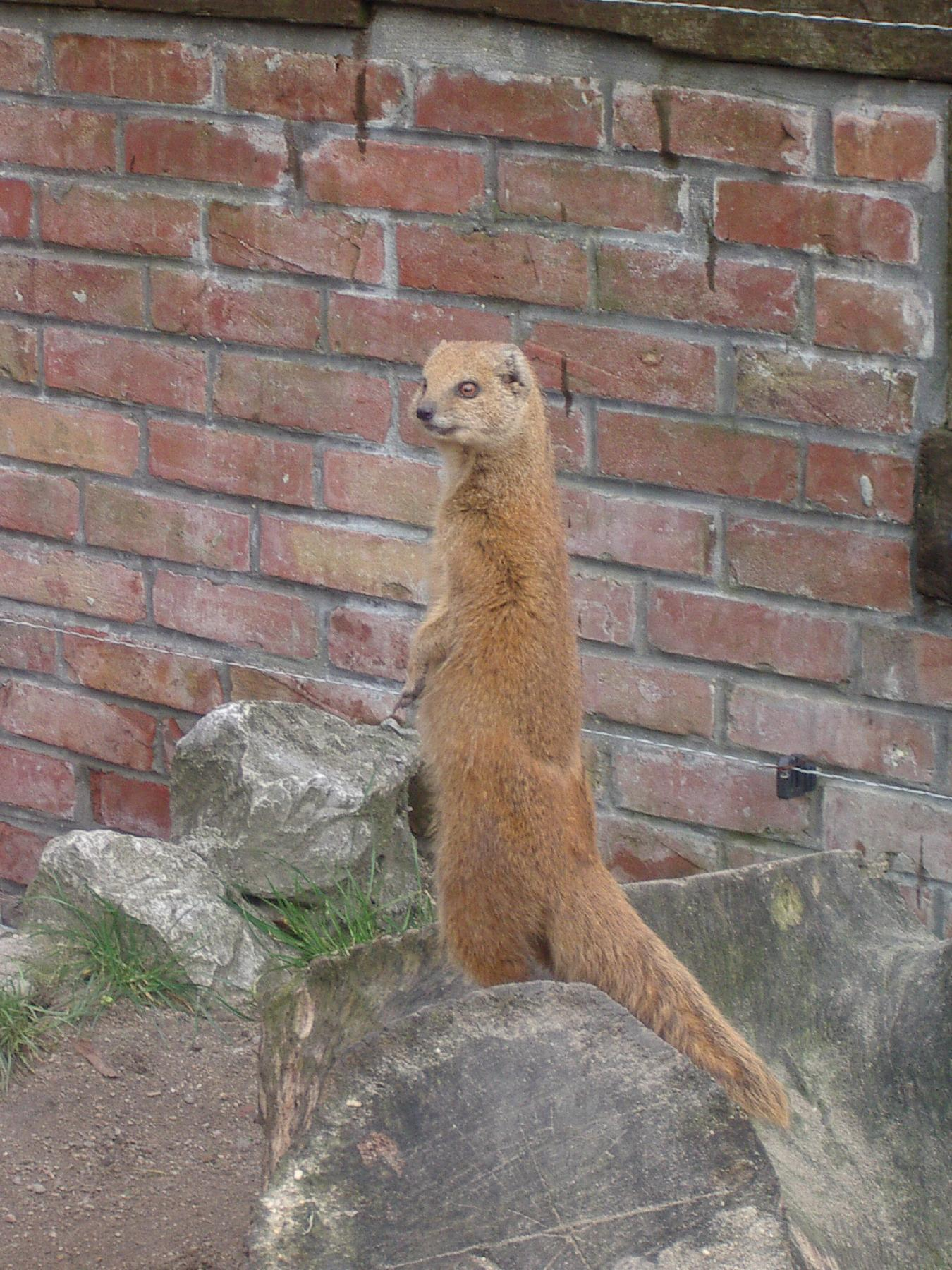
Жёлтый мангуст

Жёлтые мангусты активны днём, а ночи проводят в своих норах. Они хорошо копают, однако предпочитают занимать норы, построенные другими животными — как правило сурикатами или долгоногами. Иногда они населяют норы совместно с сурикатами. Жёлтые мангусты живут в семейных группах, насчитывающих от четырёх до восьми зверей. Охотятся они на грызунов, птиц и их яйца, однако бо́льшую часть их пищи составляют насекомые.

## Размножение
Один или два раза в год, после 60-дневной беременности, самки рождают от одного до трёх детёнышей. Спустя восемь недель они отвыкают от материнского молока, а по достижении годовалого возраста становятся половозрелыми. Продолжительность жизни в неволе достигает 15 лет.

## Угрозы
В ЮАР жёлтый мангуст является главным переносчиком столбняка. К тому же из-за того, что его норы разрушают сельскохозяйственные угодья, многие фермеры выкуривают мангустов газом или подкладывают им отравленные приманки. Несмотря на это жёлтый мангуст встречается весьма часто и не находится под угрозой.
Жёлтый мангуст является одним из главных кандидатов на роль естественного резервуара вируса бешенства, так как он — единственное млекопитающее, способное жить с вирусом на протяжении нескольких лет.

## Палеонтология
Ископаемые остатки этого мангуста найдены на юге Африки. Самые древние находки датируются возрастом 3,6—2,6 млн лет.